# Johann Heinrich Linck le Jeune
Johann Heinrich Linck le Jeune (né en 1734 à Leipzig et mort en 1807 à Gut Zöbigker près de Querfurt) est un pharmacien, collectionneur et naturaliste saxon.

## Éléments biographiques
Né un mois après la mort de son père, Johann Heinrich Linck l'Ancien, il reprend en 1757, avec sa mère, la gestion de la pharmacie Au Lion d'or et du cabinet de curiosités naturelles et artistiques fondés par son grand-père, Heinrich Linck. Il classe les collections selon les critères scientifiques de l'époque : pour les pièces zoologiques, il suit la classification de Linné et pour les minéraux, celle de Johan Gottschalk Wallerius. À la différence de ses prédécesseurs, il montre un intérêt particulier pour les objets exotiques. Il se débarrasse des pièces isolées pour enrichir d'autres collections ; c'est ainsi qu'en 1764, il vend aux enchères les pièces de monnaie découvertes par son grand-père. En 1760, Johann Heinrich Linck le Jeune est nommé Kommerzienrat (de) (« conseiller commercial ») par le prince-électeur Frédéric-Auguste III. En 1767, le musée est ouvert aux visiteurs ; Frédéric-Auguste III est le premier visiteur à signer le livre d'or.

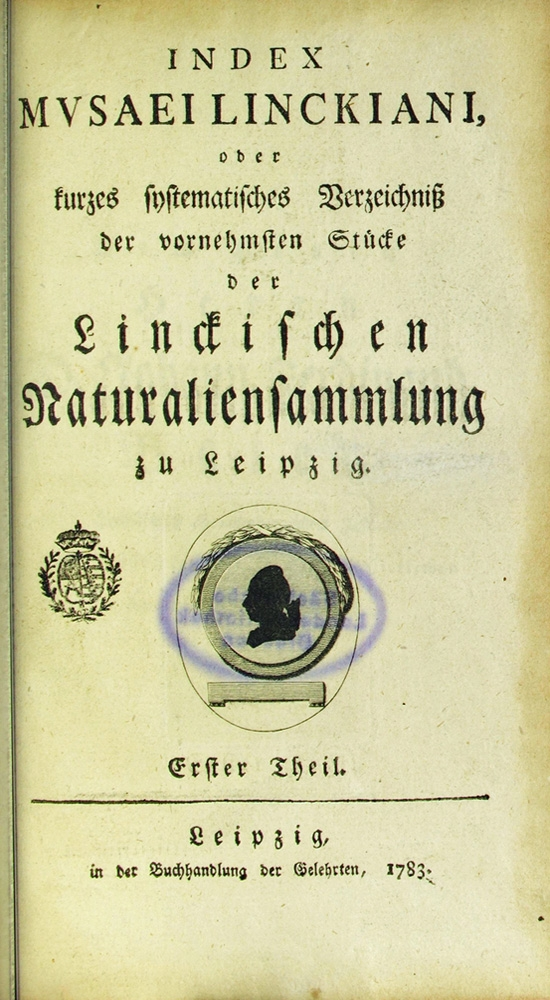
Index Musaei Linckiani, Leipzig, 1783

Johann Heinrich dresse un catalogue détaillé des collections, publié en 1783 sous le titre Index Musaei Linckiani. Y sont répertoriés plus de 3 440 objets zoologiques, environ 5 800 objets minéraux et 4 150 objets végétaux (parmi lesquels 810 échantillons de bois), ainsi que quelque 460 objets dans la section « Arts ».
En 1770 il est admis à l'académie Leopoldina.
À son décès en 1807, en l'absence d'héritiers (tous ses enfants étant morts avant lui), sa veuve a cherché à vendre la collection dans sa totalité aux enchères. Finalement le cabinet est acquis en 1840 par Othon-Victor Ier de Schönbourg-Waldenbourg et transféré en 1844 dans le Musée et cabinet d'histoire naturelle de Waldenburg (de), en Saxe, spécialement construit à cet effet par ce dernier.

## Œuvre
- (de) Johann Heinrich Linck d.J., Index Musaei Linckiani, oder kurzes systematisches Verzeichniß der vornehmsten Stücke der Linckischen Naturaliensammlung zu Leipzig, Leipzig, 1783-1787, 3 Bde. (lire en ligne)

## Sources
- (de) Veit Hammer, « Linck, Johann Heinrich d.J. », sur Sächsische Biografie, Institut für Sächsische Geschichte und Volkskunde (consulté le 6 octobre 2013)